# Dishu (distrikt)
Dishu är ett distrikt i Afghanistan. Det ligger i provinsen Helmand, i den sydvästra delen av landet, 800 kilometer sydväst om huvudstaden Kabul. Administrativ huvudort är Dishu.
Distriktet beräknades år 2022 ha cirka 31 000 invånare.